# DJ Champion
DJ Champion, pseudonimo di Maxime Morin (Montréal, 23 settembre 1969), è un musicista e compositore canadese.

## L'infanzia e gli inizi
Maxime Morin impara a suonare la chitarra all'età di 13 anni, suonando principalmente musica heavy metal. A 25 anni però si sposta verso la musica techno. Nel 1994 inizia a prodursi da solo musica dance, suonando in molti club di Montreal con il nome di Le Max o Mad Max. A 27 anni smette di suonare la chitarra, dedicandosi completamente all'elettronica.

## Lavori come DJ Champion
I dischi di Morin sono frutto di sperimentazioni sul programma Albleton Live, utilizzato principalmente da Dj dal vivo. Successivamente produrrà i suoi lavori introducendo chitarre campionate e sintetizzate. Quando si esibisce live, Dj Champion è accompagnato da un gruppo di quattro chitarristi, un bassista e una cantante, mentre Morin gestisce il gruppo dal suo laptop. Occasionalmente Morin ha suonato la batteria dal vivo.

### Chill 'em All
Nel 2005 viene pubblicato il disco più famoso di Dj Champion, Chill'em All. Il disco contiene la canzone No Heaven. Essa, dai toni blues e soul, si oppone ai rumorosi riff di chitarra e ai beat dance, orientandosi verso la musica afroamericana dei lavoratori di fine '800. Ciò è aiutato dalla presenza della voce di Betty Bonifassi, cantante blues (con la quale Morin aveva precedentemente lavorato alla colonna sonora del film Les Triplettes de Belleville. Il singolo No Heaven è stato utilizzato nel 2009 dalla Gearbox Software per accompagnare il trailer del videogame Borderlands e i crediti finali di Army of Two.

### Progetti recenti
Nel 2006 esce  The Remix Album, un album contenente le tracce remixate di Chill 'em All. Il 15 settembre 2009 viene pubblicato Resistance.

## La cancellazione dei tour del 2010
Il 18 maggio 2010 dal sito ufficiale del musicista canadese un comunicato annulla tutte le date dell'anno 2010. Il motivo sono le condizioni non buone di salute del musicista, che prende un periodo di pausa per recuperare le energie. Il 4 luglio i manager di Morin annunciano alla stampa che il cantante è malato di leucemia.

## Discografia
- Chill'em All
- The Remix Album
- Resistance